# Tom Taylor (fotbollsspelare)
Tom Taylor, född 4 december 1880 i Galt i Ontario, död 15 augusti 1945 i Winnipeg, var en kanadensisk fotbollsspelare.
Taylor blev olympisk guldmedaljör i fotboll vid sommarspelen 1904 i Saint Louis.